# Alfred Perlès
Alfred Perlès (1897 – Wells, 1990. január 27.) osztrák származású brit író, aki legismertebb arról volt, hogy az 1930-as évek második felében a Henry Miller, Lawrence Durrell és Anaïs Nin nevével fémjelzett párizsi irodalmi kör egyik aktív tagja volt.

## Pályája
Csehországi zsidó szülők gyermeke. Az 1930-as évek elején már íróként próbált boldogulni Párizsban, ahol egy ideig a Chicago Tribune ottani irodájának munkatársaként dolgozott. Időközben megismerkedett Henry Miller amerikai íróval, akivel közösen kibéreltek egy lakást Clichyben. Ezen időszakáról Miller később egy könyvet is írt Quiet Days in Clichy címmel (a regényt 1940 körül írta meg, de csak 1956-ban jelent meg); ebben "Carl" karakterét Perlès ihlette. Felbukkan az alakja Miller más, párizsi éveiről született írásaiban, mint a What Are You Going To Do About Alf? című kötetben, illetve egy Perlès-nek írott levele az Aller Retour New Yorkban.
1936-ra Perlès is tagja lett annak a vibráló légkörű, párizsi irodalmi közösségnek, amelyet Henry Miller, Lawrence Durrell és Anaïs Nin neve fémjelzett, de oda tartozott Antonin Artaud, Michael Fraenkel, Hans Reichel és mások is. (Anaïs Nin egy helyen leírja, hogy ő maga és Perlès először még 1932 áprilisában találkoztak.) Miller és Durrell gyakran "Joe" vagy "Joey" néven utaltak Perlès-re. Többen az említett írók közül részt vettek egy általuk alapított folyóirat, a The Booster működtetésében, Perlès ennek kiadásából is részt vállalt 1936-ban, Millerrel, Durrell-lel és Ninnel együtt. Társasságuk 1939-ig maradt együtt, a második világháború kitörésének hírére szétszakadtak, Miller ugyanis Görögországba költözött, Perlès pedig Angliába menekült, ahol brit állampolgárságért folyamodott és idővel meg is kapta azt.

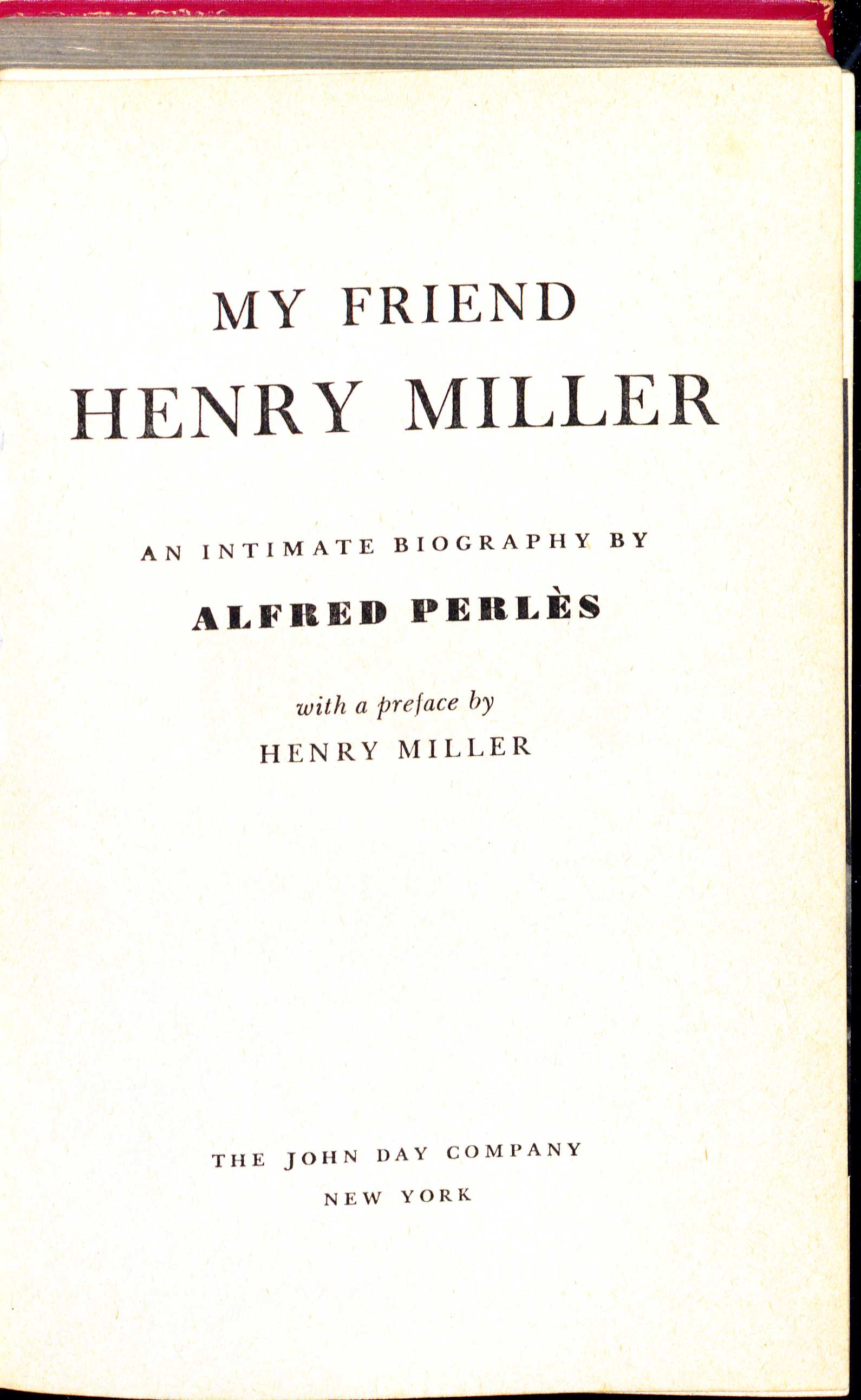
A My Friend Henry Miller (1956) borítója

Perlès és Miller a közös irodalmi társaságuk szétválása ellenére életre szóló baráti kapcsolatban maradtak, néhány alkalommal meg is látogatták egymás: Miller Perlèst Angliában, Perlès pedig a kaliforniai Big Surben viszonozta a látogatást, ez utóbbi során született My Friend Henry Miller című (1954/55-ben írott) kötete. Miller később Joey című memoárjában viszonozta a gesztust.
Idősebb korában Perlès Wells városába költözött, nevét is megváltoztatta, Alfred Barretre. 1990-ben halt meg, ugyanabban az évben, mint korábbi baráti körének másik oszlopa, Lawrence Durrell.

### További művei
- Sentiments limitrophes (1936)
- Le quatuor en ré majeur (1938)
- The Renegade (1943)
- Alien Corn (1944)
- Round Trip (1946)
- Hedwig Borgner: Rathausplatz no. 16 (1957, fordítóként)
- Art And Outrage (1959, Lawrence Durrell-lel)
- Reunion in Big Sur (1959)
- My Friend Lawrence Durrell (1961)
- Scenes From A Floating Life (1968)
- My Friend Alfred Perlès: Coda to an Unfinished Autobiography (1973)

## Fordítás
- Ez a szócikk részben vagy egészben  az   Alfred Perles című angol Wikipédia-szócikk fordításán alapul.  Az eredeti cikk szerkesztőit annak laptörténete sorolja fel. Ez a jelzés csupán a megfogalmazás eredetét és a szerzői jogokat jelzi, nem szolgál a cikkben szereplő információk forrásmegjelöléseként.